# روبرت آدامز (نحات)
روبرت آدامز (بالإنجليزية: Robert Adams)‏ (و. 1917 – 1984 م) هو نحات، ورسام من المملكة المتحدة، والمملكة المتحدة لبريطانيا العظمى وأيرلندا، ولد في نورثامبتون، شارك في معرض دوكومنتا الثالث ‏، توفي في إسكس، عن عمر يناهز 67 عاماً.